# Sicco Leendert Mansholt
Sicco Leendert Mansholt (IPA: [ˈsɪkoː ˈleːndərt ˈmɑnsɦɔlt]) (Ulrum, 13 settembre 1908 – Wapserveen, 29 giugno 1995) è stato un partigiano, agricoltore e politico olandese.
È stato più volte ministro, commissario europeo e Presidente della Commissione europea. È considerato il padre della politica agricola comune europea.

## Biografia

### Origini e primi anni di vita
Mansholt proveniva da una famiglia di contadini della provincia di Groninga. Entrambi i genitori erano impegnati politicamente nel Partito del Lavoro. La madre fu una delle prime donne a studiare scienze politiche. Mansholt frequentò la scuola superiore a Groninga e successivamente si trasferì a Deventer per frequentare la Scuola di agricoltura tropicale, concepita per formare personale per le Indie orientali olandesi. Dopo avere lavorato in varie fattorie olandesi, nel 1934 Mansholt si trasferì a Giava (all'epoca parte delle Indie orientali olandesi), dove lavorò in una piantagione di tè. Nel 1937 tornò tuttavia nei Paesi Bassi e creò una propria fattoria a Wieringermeer.

### Combattente della Resistenza
Durante la seconda guerra mondiale fu impegnato attivamente nel movimento di resistenza contro l'occupazione tedesca, ospitando ricercati e organizzando distribuzione di cibo per la popolazione dei Paesi Bassi occidentali. Verso la fine del 1943 divenne un comandante dei partigiani. Dopo la guerra Mansholt fu tra i promotori della trasformazione in museo della casa di Anna Frank ad Amsterdam.

## Carriera politica

### Prima attività politica
Mansholt si iscrisse al Partito Socialdemocratico del Lavoro. Fu segretario della sezione di Wieringermeer del partito e svolse alcuni incarichi politici a livello locale.  

### Ministro dell'agricoltura
Nel giugno 1945, appena dopo la fine della guerra, il primo ministro Willem Schermerhorn nominò Mansholt ministro dell'agricoltura, della pesca e della distribuzione di cibo. All'epoca Mansholt aveva 36 anni ed era il più giovane membro del governo. Mantenne lo stesso ruolo e le stesse deleghe anche nei cinque governi successivi (quello guidato da Louis Beel tra il 1946 e il 1948 e i quattro guidati consecutivamente da Willem Drees), fino al 1º gennaio 1958. Nell'ambito del governo Beel Mansholt svolse anche un brevissimo interim come ministro degli affari economici tra il 14 e il 21 gennaio 1948. 
Mansholt sostenne la concessione dell'indipendenza alle Indie orientali olandesi nel 1949, ritenendo che i Paesi Bassi dovessero puntare sull'integrazione europea piuttosto che sul mantenimento del loro impero coloniale. Nel 1946 venne incaricato dal governo di seguire i negoziati per la creazione dell'unione del Benelux. Nel 1953 Mansholt presentò un progetto in gran parte elaborato personalmente da lui per l'integrazione delle politiche rurali degli stati membri della CECA, chiamato "piano Mansholt". 

### Commissione europea
Nel 1958 Mansholt venne indicato dal governo olandese come commissario europeo dei Paesi Bassi ed entrò dunque a far parte della Commissione Hallstein I. Gli venne assegnata la delega all'agricoltura e una delle vicepresidenze della commissione. Mantenne il medesimo incarico anche nelle successive commissioni Hallstein II, Rey e Malfatti. 
Come primo commissario per l'agricoltura Mansholt creò la politica agricola comune. Un suo successore nell'incarico, Pierre Lardinois, definì Mansholt come "uno di quella vera mezza dozzina di creatori dell'Europa moderna, assieme a Konrad Adenauer, de Gasperi, Walter Hallstein, Monnet e Robert Schumann". Quando negli anni sessanta emersero i problemi legati al surplus agricolo, Mansholt propose un secondo "piano Mansholt", che tuttavia venne attuato solo in parte. 
Dopo le dimissioni di Franco Maria Malfatti dalla presidenza della Commissione, il 22 marzo 1972 Mansholt gli subentrò. Rimase presidente della Commissione fino al 5 gennaio 1973. 
Il 1º gennaio 1973, durante gli ultimi giorni della Commissione Mansholt, avvenne il primo allargamento delle Comunità europee, con l'ingresso del Regno Unito, dell'Irlanda e della Danimarca. Fin dalla creazione delle Comunità Mansholt aveva fortemente auspicato l'ingresso del Regno Unito. Come presidente della Commissione, Mansholt auspicò l'introduzione di voti a maggioranza per l'adozione di decisioni all'interno della Comunità economica europea, l'introduzione di un salario minimo garantito europeo e la rimozione degli ostacoli alla libera circolazione delle persone all'interno delle Comunità. Cercò anche di sensibilizzare maggiormente la CEE ai problemi ambientali, energetici e ai problemi legati alla disponibilità di cibo e all'aumento demografico mondiale. 
Anche dopo il suo ritiro dalla vita politica, Mansholt continuò a sostenere l'esigenza di promuovere uno sviluppo economico più sostenibile dal punto di vista ambientale. Propose un terzo "piano Mansholt" per l'agricoltura europea, mirato alla combinazione di un controllo diretto della produzione agricola con dei prezzi garantiti.

## Vita privata
Mansholt si sposò nel 1938 ed ebbe quattro figli, due maschi e due femmine.